# هنري بادي
هنري أوجين بادي (بالفرنسية: Henri Padé)‏ هو عالم رياضيات فرنسي.